# Modračko Jezero
Modračko Jezero är en sjö i Bosnien och Hercegovina.   Den ligger i entiteten Federationen Bosnien och Hercegovina, i den centrala delen av landet, 70 km norr om huvudstaden Sarajevo. Modračko Jezero ligger 193 meter över havet. Arean är 13,3 kvadratkilometer. Den sträcker sig 4,1 kilometer i nord-sydlig riktning, och 9,3 kilometer i öst-västlig riktning.
Följande samhällen ligger vid Modračko Jezero:
- Poljice (4 460 invånare)
- Šerići (3 663 invånare)
- Kiseljak (3 447 invånare)
- Prokosovići (1 552 invånare)
- Caparde (1 351 invånare)
- Modrac (655 invånare)
- Babice Donje (533 invånare)
- Babice Gornje (419 invånare)

I omgivningarna runt Modračko Jezero växer i huvudsak blandskog. Runt Modračko Jezero är det ganska tätbefolkat, med 93 invånare per kvadratkilometer.